# Notoclinops yaldwyni
Notoclinops yaldwyni är en fiskart som beskrevs av Hardy, 1987. Notoclinops yaldwyni ingår i släktet Notoclinops och familjen Tripterygiidae. Inga underarter finns listade i Catalogue of Life.